# Ungár–Mayer-palota

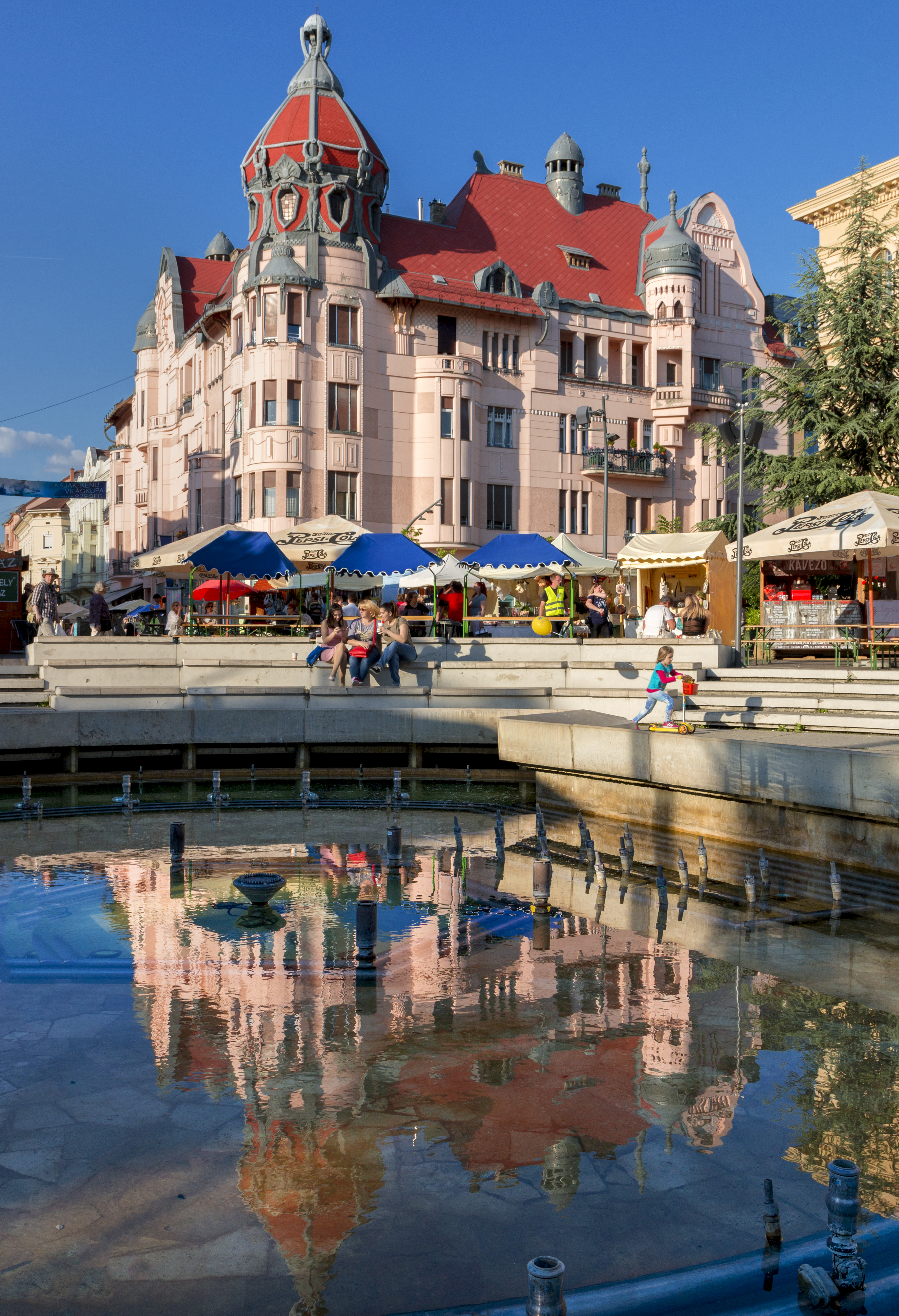
Az Ungár–Mayer-palota

Az Ungár–Mayer-palota Szeged belvárosában álló szecessziós bérpalota, amely a város egyik jelképének számít. 1910 és 1911 között épült a neves építész, Magyar Ede tervei alapján, nevét a két megrendelő vállalkozóról, Ungár Benőről és Mayer Áronról kapta.

## Története
Az 1900-es évek elején Magyar Ede az egyik legkeresettebb szegedi építésznek számított. Ungár Benő és Mayer Áron őt bízták meg 1908-ban egy nagy méretű, látványos bérpalota megtervezésével. Az eredeti, engedélyeztetett terveken még egy szimmetrikus, leginkább a budapesti Gresham-palotára hasonlító épület szerepelt, végül ezt erősen módosította az építész, és egy egyedi, aszimmetrikus kialakítás mellett döntöttek.
Az 1910 és 1911 közötti munkálatok során a kivitelező Pick és Tóbiás cég az építkezés során több kihágást is elkövetett. Az építkezést korábban elkezdték, mint ahogyan az engedélyt megkapták volna, valamint a lakásokba is lakhatási engedély nélkül kezdődött meg a beköltözés. Az épület szerkezete vasbetonból készült, amely a 20. század elején még teljesen új építőanyagnak számított. Ennek terveit és a statikai számításokat Zielinszky Szilárd, a magyarországi vasbetonépítés úttörője készítette, aki nem sokkal korábban a szintén úttörőnek számító vasbeton szegedi víztornyot is tervezte. A szerkezet teherpróbáját 1911. április 7-én végezték nagy érdeklődés mellett.
Mivel az épület igen forgalmas helyen található, a földszinten nagy üvegkirakatú üzlethelyiségeket – kezdetben a Corso Kávéházat, majd Dreher Sörcsarnokot – alakítottak ki különösebb díszek nélkül, ezzel előrevetítve a premodern stílust. Az üzlethelyiségeket később több részre osztották. Többek között a sarkon nyílt meg a Szent István Társulat könyvesboltja és a Del-Ka Rt. cipőüzlete. A második világháború miatt 1941-ben óvóhelyet alakítottak ki a pincében.
Az 1950-es években a nagy polgári lakásokat felosztották, az épületet pedig elhanyagolták, így annak állapota erősen leromlott. Az eredeti kirakatokat és portálokat egységesen eljellegtelenítették. 1989-ben a Dugonics tér felől az épület néhány, stílusának utánérzésében fogant, osztott faportált kapott. Az 1999-es felújítás során visszanyerte eredeti fényét, és azóta is Szeged egyik legszebb nevezetességének számít.

## Jellemzői
Az épület Szeged központjának egyik legfrekventáltabb pontján, a Somogyi utca és a sétálóutca Kárász utca sarkán áll, de az út túloldalán nyíló Dugonics térnek is az egyik sarját képzi. Mellette áll a város másik meghatározó építménye, a Szegedi Tudományegyetem rektori épülete. A palota már az építése idejében több okból is különlegesnek számított. Ez volt Szeged másodikként elkészült háromemeletes épülete, és az első, amelyik vasbetonból épült.
Felfelé haladva a homlokzat egyre kidolgozottabb, döntően geometrikus formákat használó díszítésekkel borított. A legfeltűnőbb díszítőelem a sarkon magasodó torony, amelyet bádogból készült táncoló félmeztelen kisasszonyok díszítenek. A díszes kupolát támasztó, körben összekapaszkodó lányokat Halm Mihály bádogosmester készítette, a kupolát emellett további bádog virágfüzérek dekorálják. A további lakatosmunkákat Szeged egyik legnevesebb díszkovácsa, Kecskeméti Antal végezte, míg a szobrászati munkákat Varga Sándor és Tóásó László készítették.

## Galéria

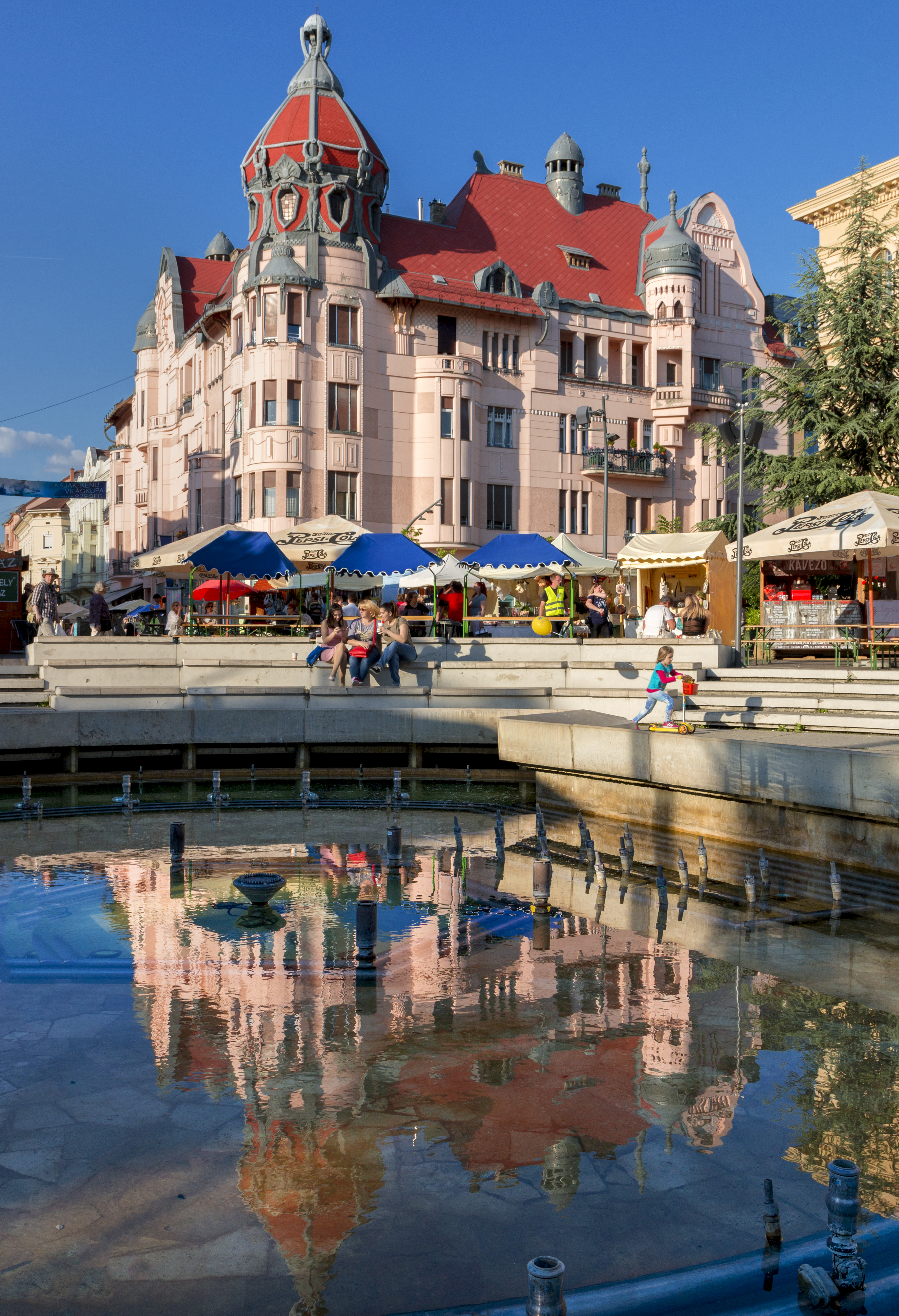
Az Ungár–Mayer-palota a Dugonics téri szökőkút víztükrében
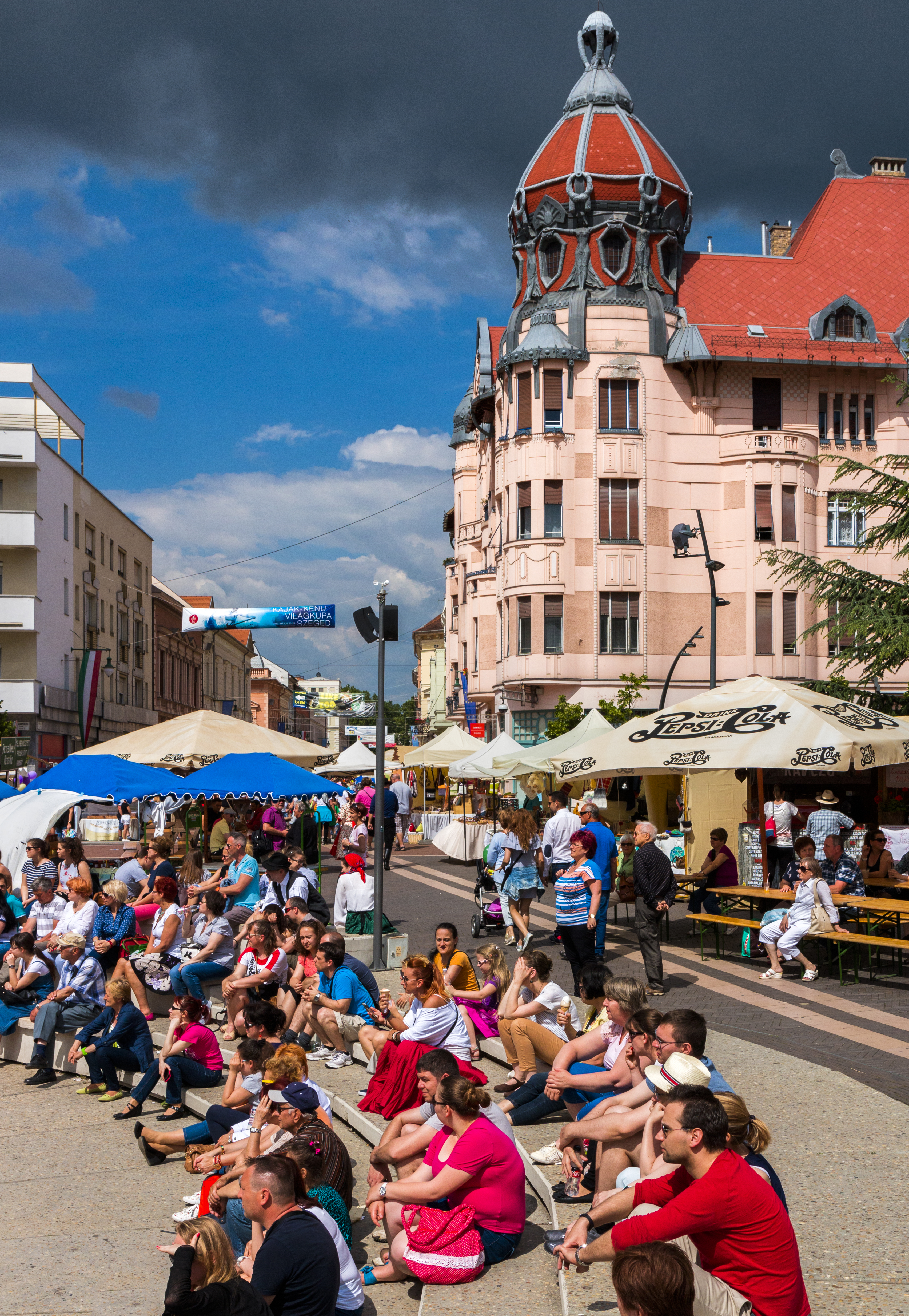
Az Ungár–Mayer-palota
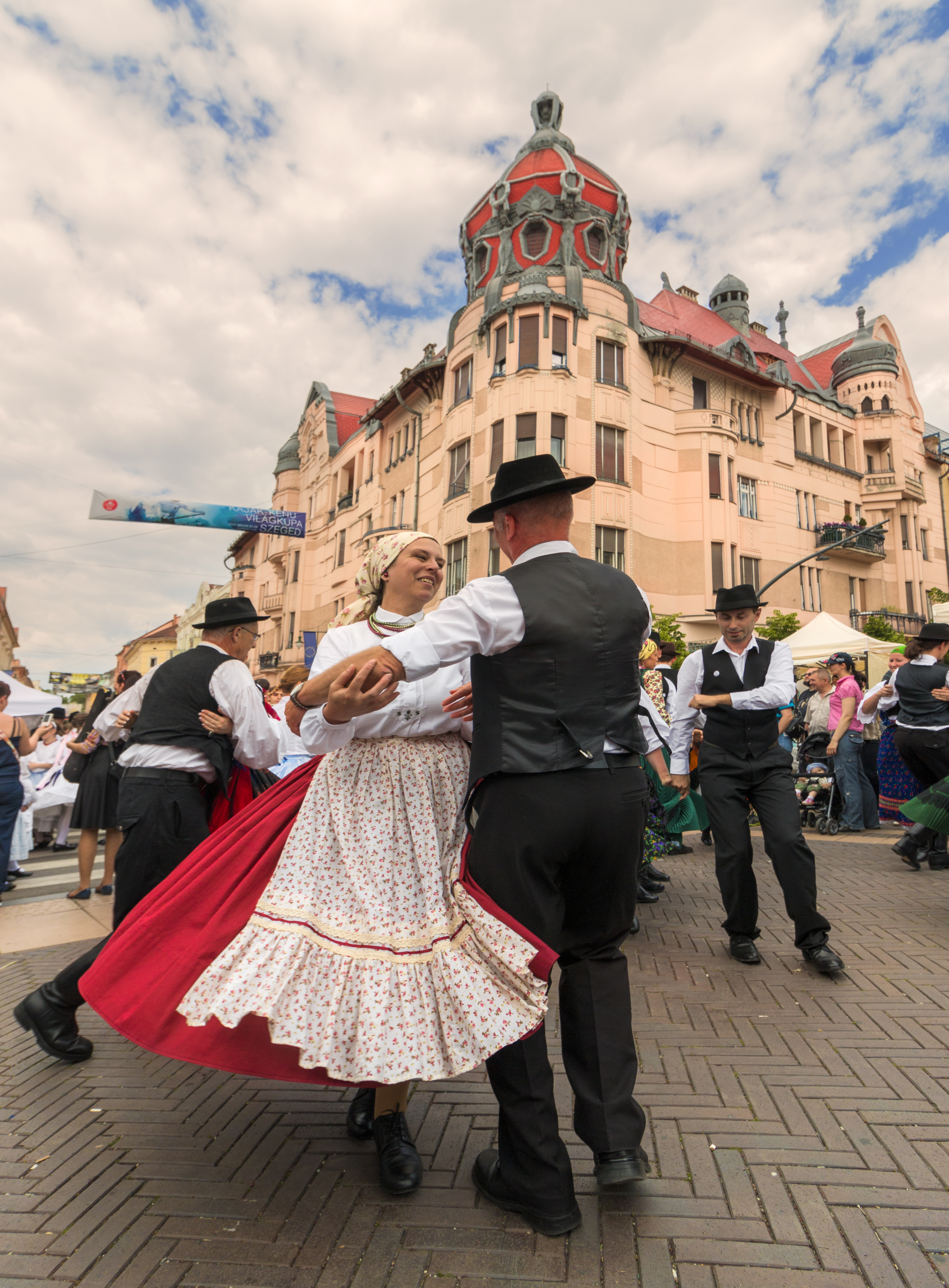
Néptánc a Dugonics téren, az Ungár–Mayer-palotával a háttérben